# Rudy Barrientos
Rudy Ronaldo Barrientos Reyes (1º marzo 1999) è un calciatore guatemalteco, centrocampista del CSD Municipal e della nazionale guatemalteca.

## Carriera

### Club
Ha giocato nella massima serie guatemalteca.

### Nazionale
Nel 2019 ha esordito in nazionale.

## Statistiche

### Cronologia presenze e reti in nazionale
| Cronologia completa delle presenze e delle reti in nazionale ― Guatemala | Cronologia completa delle presenze e delle reti in nazionale ― Guatemala | Cronologia completa delle presenze e delle reti in nazionale ― Guatemala | Cronologia completa delle presenze e delle reti in nazionale ― Guatemala | Cronologia completa delle presenze e delle reti in nazionale ― Guatemala | Cronologia completa delle presenze e delle reti in nazionale ― Guatemala | Cronologia completa delle presenze e delle reti in nazionale ― Guatemala | Cronologia completa delle presenze e delle reti in nazionale ― Guatemala |
| Data                                                                     | Città                                                                    | In casa                                                                  | Risultato                                                                | Ospiti                                                                   | Competizione                                                             | Reti                                                                     | Note                                                                     |
| ------------------------------------------------------------------------ | ------------------------------------------------------------------------ | ------------------------------------------------------------------------ | ------------------------------------------------------------------------ | ------------------------------------------------------------------------ | ------------------------------------------------------------------------ | ------------------------------------------------------------------------ | ------------------------------------------------------------------------ |
| 16-11-2019                                                               | Città del Guatemala                                                      | Guatemala                                                                | 5 – 0                                                                    | Porto Rico                                                               | CONCACAF Nations League 2019-2020 - Fase a gironi                        | -                                                                        |                                                                          |
| 21-11-2019                                                               | Coatepeque                                                               | Guatemala                                                                | 8 – 0                                                                    | Antigua e Barbuda                                                        | Amichevole                                                               | 1                                                                        |                                                                          |
| 4-3-2020                                                                 | Città del Guatemala                                                      | Guatemala                                                                | 0 – 2                                                                    | Panama                                                                   | Amichevole                                                               | -                                                                        |                                                                          |
| 30-9-2020                                                                | Città del Messico                                                        | Messico                                                                  | 3 – 0                                                                    | Guatemala                                                                | Amichevole                                                               | -                                                                        |                                                                          |
| 6-10-2010                                                                | Managua                                                                  | Nicaragua                                                                | 0 – 0                                                                    | Guatemala                                                                | Amichevole                                                               | -                                                                        |                                                                          |
| 15-11-2020                                                               | Città del Guatemala                                                      | Guatemala                                                                | 2 – 1                                                                    | Honduras                                                                 | Amichevole                                                               | -                                                                        |                                                                          |
| 22-1-2021                                                                | Città del Guatemala                                                      | Guatemala                                                                | 1 – 0                                                                    | Porto Rico                                                               | Amichevole                                                               | -                                                                        |                                                                          |
| 24-2-2021                                                                | Città del Guatemala                                                      | Guatemala                                                                | 1 – 0                                                                    | Nicaragua                                                                | Amichevole                                                               | -                                                                        |                                                                          |
| 27-3-2021                                                                | Willemstad                                                               | Isole Vergini Britanniche                                                | 0 – 3                                                                    | Guatemala                                                                | Qual. Mondiali 2022                                                      | -                                                                        |                                                                          |
| 4-6-2021                                                                 | Città del Guatemala                                                      | Guatemala                                                                | 10 – 0                                                                   | Saint Vincent e Grenadine                                                | Qual. Mondiali 2022                                                      | 1                                                                        |                                                                          |
| 8-6-2021                                                                 | Willemstad                                                               | Curaçao                                                                  | 0 – 0                                                                    | Guatemala                                                                | Qual. Mondiali 2022                                                      | -                                                                        |                                                                          |
| 6-7-2021                                                                 | Fort Lauderdale                                                          | Guatemala                                                                | 1 – 1 dts (9 - 10 dtr)                                                   | Guadalupa                                                                | Qual. Gold Cup 2021                                                      | -                                                                        |                                                                          |
| 8-9-2021                                                                 | Antigua Guatemala                                                        | Guatemala                                                                | 2 – 2                                                                    | Nicaragua                                                                | Amichevole                                                               | -                                                                        |                                                                          |
| 24-9-2021                                                                | Washington                                                               | El Salvador                                                              | 0 – 2                                                                    | Guatemala                                                                | Amichevole                                                               | -                                                                        |                                                                          |
| Totale                                                                   |                                                                          | Presenze                                                                 | 14                                                                       |                                                                          | Reti                                                                     | 2                                                                        |                                                                          |